# ヘルシュライバー
ヘルシュライバー（ドイツ語: Hellschreiber）は、ドイツの発明家でエンジニアであるルドルフ・ヘル（Rudolf Hell）が1925年に発明した、ファックスをベースとしたテレタイプの一種である。
機械的な構造が単純で可動部部品が少なく、メンテナンスが容易で有線・無線を問わず低品質の通信回線でも受信者が理解できる情報を送れることが最大の利点である。また、送信機を改良するだけであらゆる文字を送れるメリットから、日本や中国などの漢字文化圏でも広く使用されていた。

## 概要
この装置は1920年代後半に最初に開発され、1930年代から主に固定電話のプレスサービスに使用されていた。また、第2次世界大戦中にはドイツ軍がエニグマ暗号化システムと組み合わせて使用したこれはHellschreiber、Feld-Hell、または単にHellと呼ばれた。
日本では「鍵盤模写電信機」と呼ばれ東方電機（松下電送、パナソニック システムソリューションズ ジャパンの前身）やソニーが日本語のカタカナ・英数を送れる機種を生産していた。
戦後は新聞社、通信社などで紙テープに手書きした文字を光学的に読み取って送信する「新聞原稿電送装置」として一般的となり 、1980年代まで使用されていた。現代では、主にアマチュア無線家による通信モードとして使用されている。
ソニーに1947年（昭和22年）4月に入社した木原信敏は鍵盤模写電信機の部署に配属され開発に関わっていた。この当時の機械はカタカナを送信することができ、外国の短波放送で流れていた情報を受信することもできた。この時の機械は平成になってソニーの展示会で展示されたことがある。

## 伝達原理
各文字は7行×7列のグリッド、つまり49ドットに分割される。ラスター送信により、ヘルシュライバーはラスター上で再現できるあらゆる文字を送信できる。
以下の画像のように、グリッドの各列を下から上に、それを左から右に送る。送信機にはカムディスクが収まっていて、送信機のキーを押すと1回転し、送る文字に応じて異なる長さの電流パルスを生成する。

## 誤り訂正機能
この装置には誤り訂正の機能は含まれていないが、同じ文字を平行に2列印刷することで冗長性を確保している。同期が崩れると印刷が斜めになるが、2列印字することによって読む人間は脳内で補正して文字を読み取ることが出来る。また、受信信号の強弱により白黒の二択ではなくアナログな中間の濃度で印刷されるため、受信者はかすれた文字を読むことで元の文字を推測することが可能となる。

## 画像

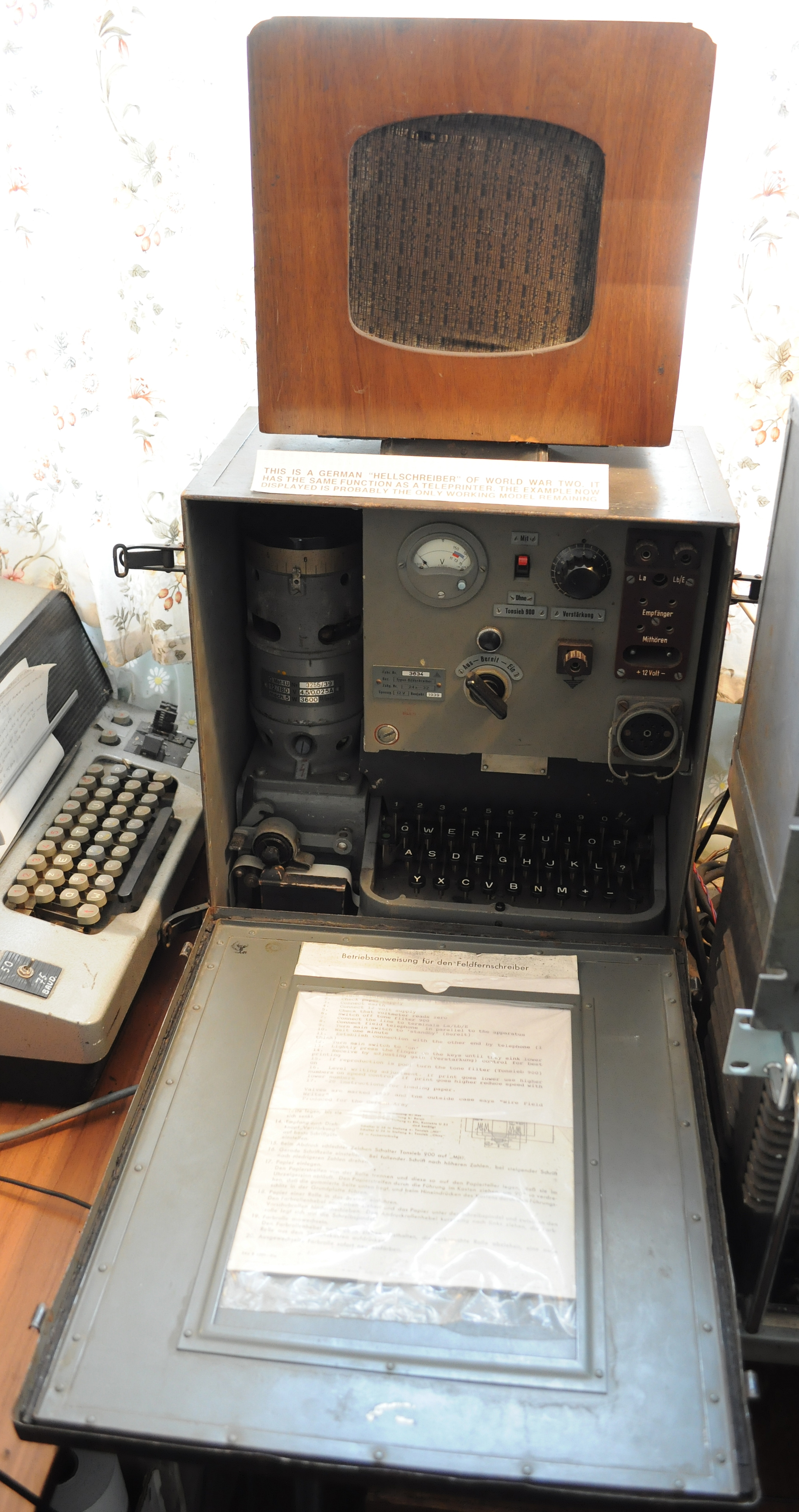
英ブレッチリー・パーク博物館にある第2次大戦時期のドイツ製のヘルシュライバー・リモート印刷機
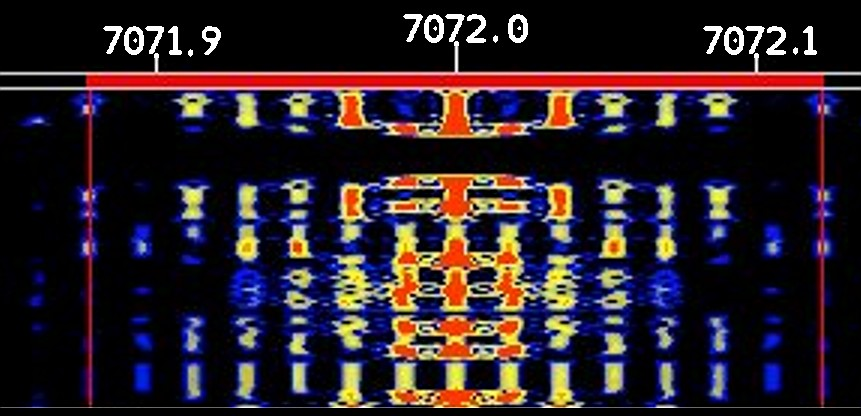
7072.0kHzを中心としたFeld-Hellトランスミッションのスペクトログラム
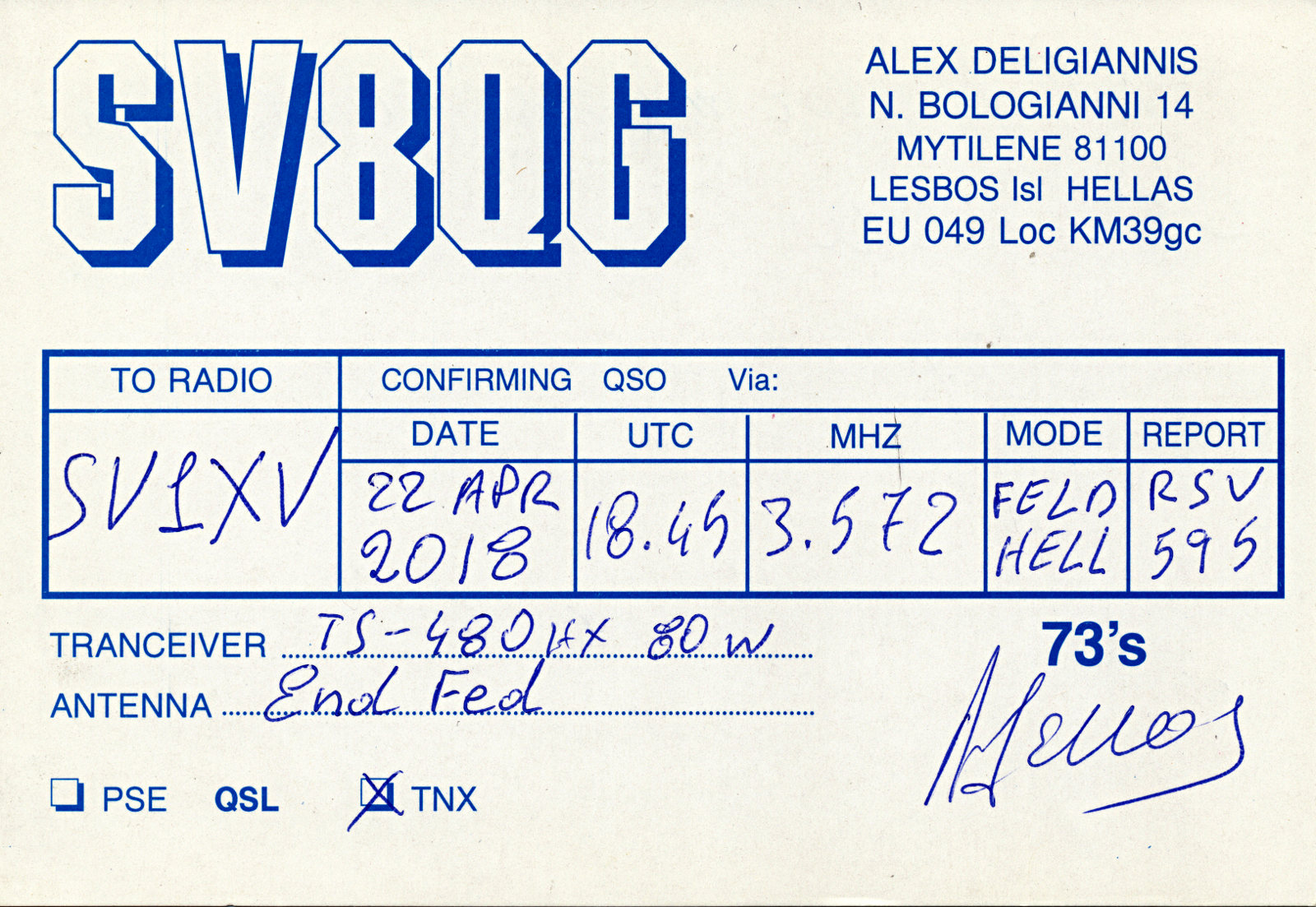
アマチュア無線3.5MHz帯でFeldHell交信をしたことを確認するQSLカード（2018）
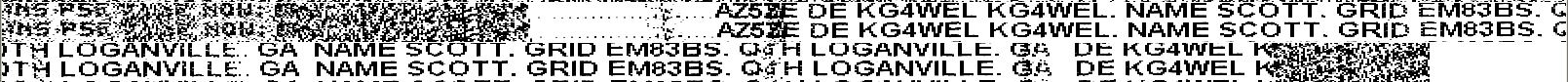
FSK　Hell-105 で受信したメッセージ